# راشولم
راشولم (به انگلیسی: Rusholme) یک منطقه شهری در بریتانیا است که در منچستر واقع شده‌است. راشولم ۱۳٬۶۴۳ نفر جمعیت دارد.